# Хоккайдо
Хокка́йдо (яп. 北海道 хоккайдо:, «губернаторство северного моря») — второй по величине остров Японии, до 1869 года известный как Эдзо, в старой русской транскрипции: Йессо (Йезо), Иессо, Иеддо, Иедзо.

## Этимология
В русских документах XVIII века остров упоминается как Матмай, Матсмай, Матсумай, Мацмай. По-видимому, эти формы отражают существовавшее в то время японское название острова по названию поселения Мацумаэ (японское мацу — «сосна», маэ — «впереди, перед»); этот город, возникший на юго-западной оконечности острова в местности с айнским названием Матомай, был первым опорным пунктом японцев при освоении острова. В начале XIX века начинает употребляться название Эдзо (Йезо, Иессо) от айнского этнонима эдзо («островитяне»). В 1868 году это название официально заменяется на современное Хоккайдо от японского хоку — «север», кай — «море», до — «область», то есть «область в северном море» (остров на севере омывает Охотское море). Назывался также Мацумаэ по фамилии правящего феодального клана, которому принадлежал замковый город Мацумаэ — в старой русской транскрипции: Мацмай, Матсмай, Матмай.

## География

Физическая карта Хоккайдо

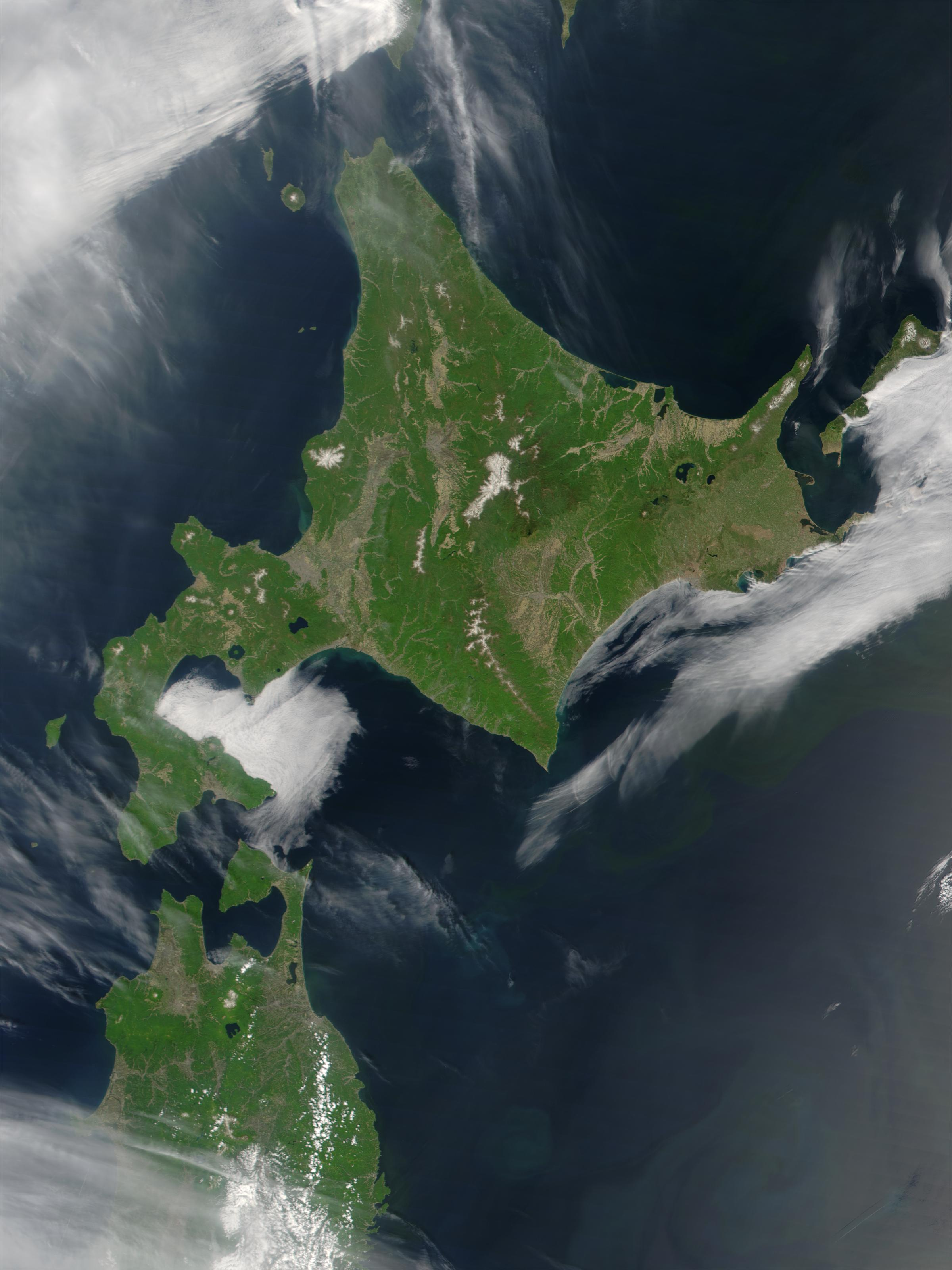
Спутниковый снимок Хоккайдо (спутник Терра, NASA MODIS; май 2001 года)

Хоккайдо располагается в северной части Японских островов, являясь вторым по величине в архипелаге. На острове расположена крайняя северная точка Японии — мыс Соя (45°31’). Также на нём расположена и крайняя восточная точка Японии — мыс Носаппу-Саки (Носяппу; 145°49’ в. д.). Южная окраина Хоккайдо — мыс Сираками (41°24’), западная — мыс Ота (139°46’ в. д.).
Северное побережье острова омывается холодным Охотским морем и обращено к тихоокеанскому побережью Дальнего Востока России, отделяясь от Сахалина проливом Лаперуза (Соя), а от Курильских островов — Кунаширским проливом, или проливом Немуро. При этом кратчайшее расстояние до Курильских островов составляет всего 7 км. Южную часть Хоккайдо образует полуостров Осима, отделяемый Сангарским проливом от Хонсю, расстояние до которого составляет 17 км. Между этими островами под морским дном проложен железнодорожный туннель Сэйкан. Береговая линия в сравнении с другими островами архипелага слабо изрезана; её протяжённость составляет 2447,3 км, включая близрасположенные мелкие острова — 2759,7 км, или 10,4 % от протяжённости всей береговой линии Японии.
Рельеф острова преимущественно горный за преобладанием складчато-глыбовых гор. Основные горные хребты простираются диагонально, в точке пересечения которых располагается Центральный горный массив с высшей точкой — вулкан Асахи (2290 м). Кроме него, имеются ещё другие действующие вулканы: Токати и Иосан. Равнинные территории занимают всего треть острова. В западной части, по реке Исикари (длина 265 км) расположен низменный участок с одноимённым названием, к нему примыкает равнина Юфуцу, в восточной части, по реке Токати (156 км) — ещё одна равнинная территория.
Из-за высокой доли полезных ископаемых Хоккайдо называют «северной жемчужиной страны». Наиболее велики запасы (свыше 25 % от запасов страны) каменного и бурого углей, золота, серебра, железистого песка, железной, марганцевой и ртутных руд.
Речная сеть разветвлённая, но длина рек невелика, лишь у шести она превышает 100 км. Среди них вторая по величине река Японии — Исикари. Речные артерии используются для судоходства, орошения и получения электроэнергии. Озёра преимущественно пресноводные, но встречаются и солёные, лагунного типа. Самое крупное озеро острова — Сарома; его площадь составляет 149,1 км² (4-е место в стране), наибольшая глубина — 19,5 м.
Почвенный покров однообразный; преобладают подзолы, но на полуострове Осима встречаются бурые почвы. Значительна доля торфяников; при площади в 295 тыс. га они встречаются в нижнем течении рек Кусиро, Тэсио и Исикари.
Крупнейший город Хоккайдо и административный центр одноимённой префектуры — Саппоро. Площадь города составляет 1121,26 км² (1 октября 2016), население — 1 962 064 человек (1 июня 2017), плотность населения — 1749,87 чел./км². Это единственный город-миллионник острова, численность которого составляет 36,6 % от всего населения Хоккайдо и 1,5 % от населения Японии.

### Климат

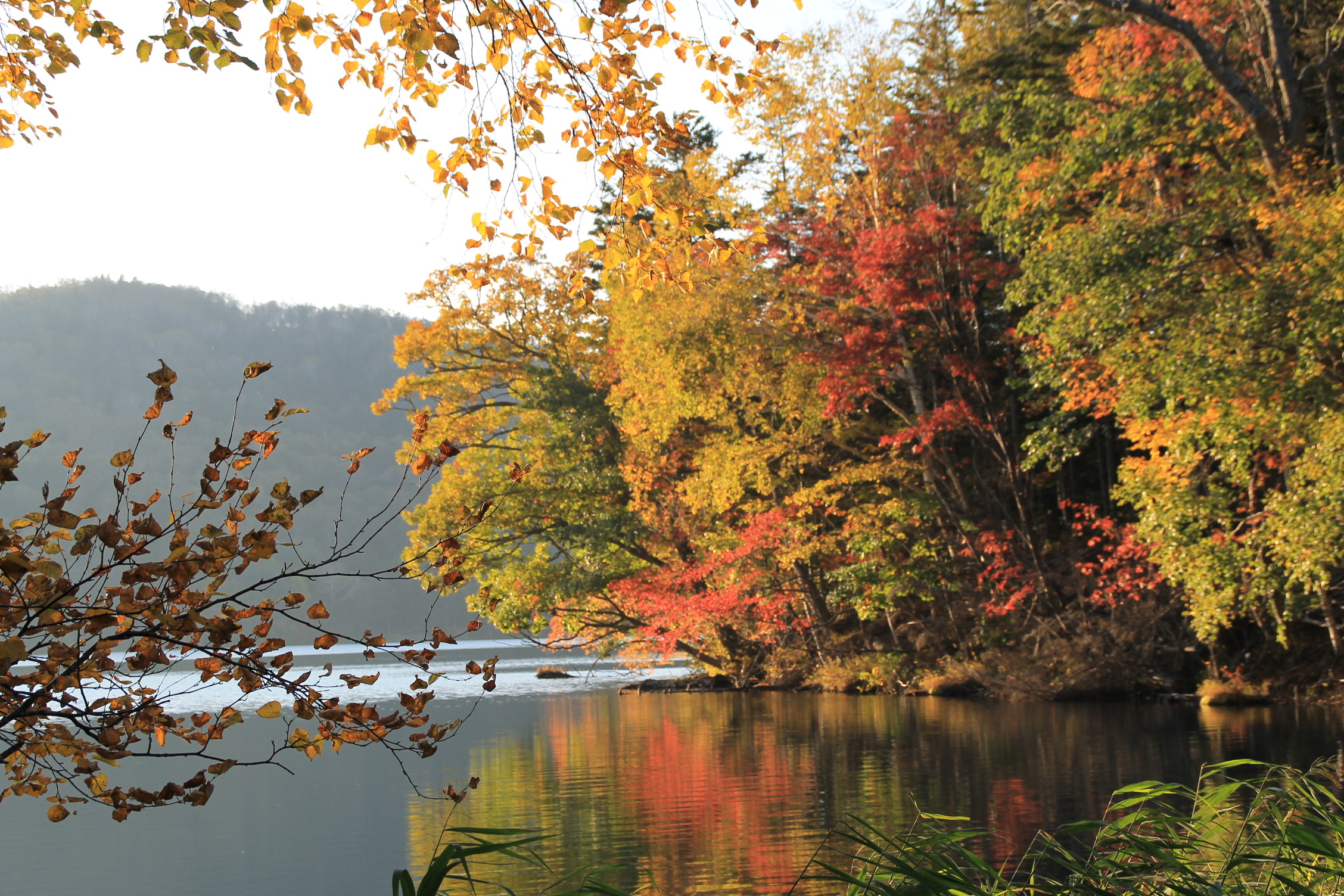
Природа Хоккайдо осенью

Климат Хоккайдо умеренный муссонный; он различается в разных областях острова — более тёплый запад и холодный восток и северо-восток. Амплитуда колебания температур составляет 60 °C (от 30 °C до −30 °C). Осадков выпадает сравнительно меньше, чем на остальной территории Японии; максимум, колеблется около 1100 мм в год. Летом недостаток дождей приводит к обмелению рек, но в то же время зима отличается обилием снега. Восточная часть острова характеризуется большим количеством дней с солнечным сиянием. Муссонный характер климата определяет частые тайфуны в августе-сентябре.

### Флора и фауна

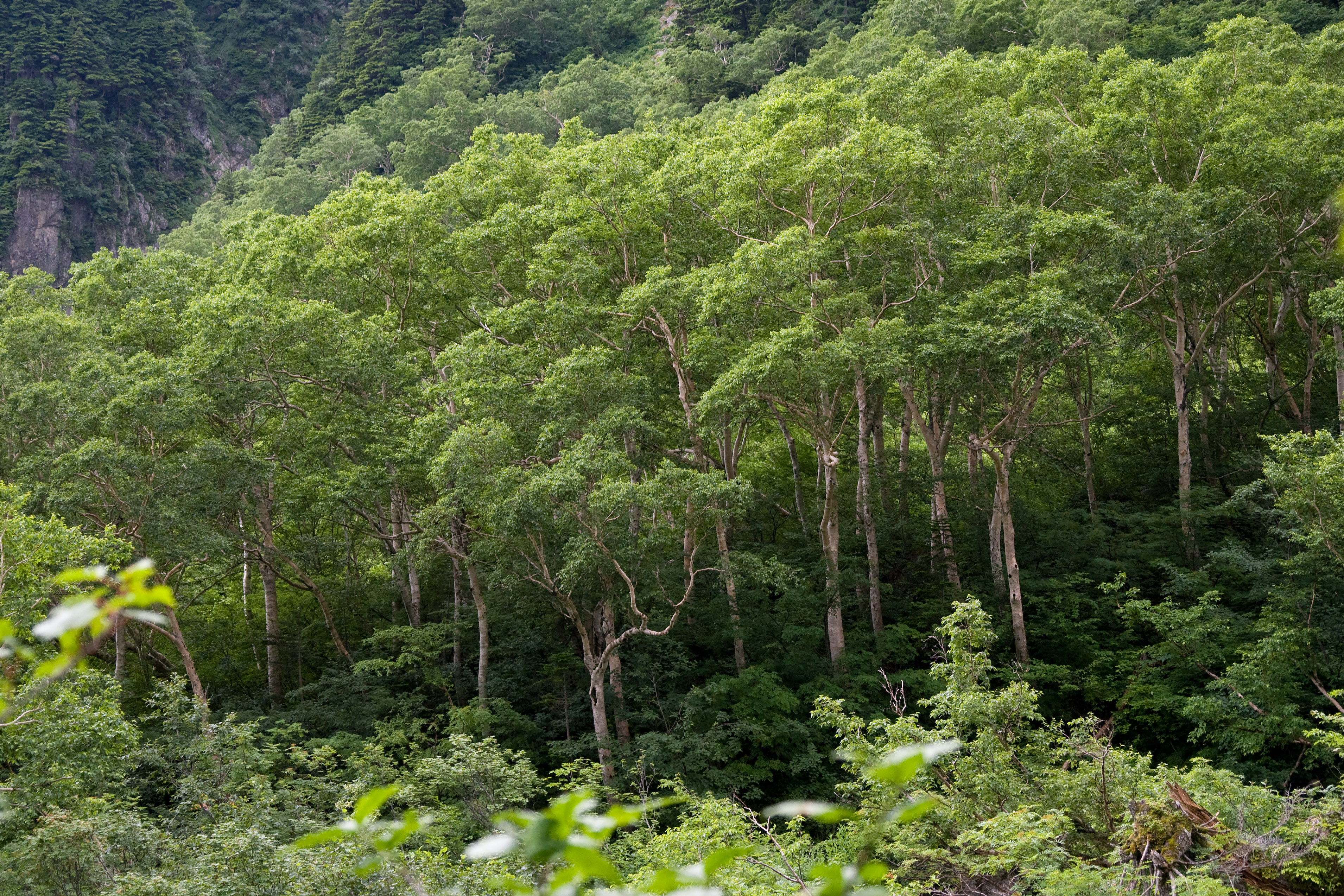
Лес на Хоккайдо

Большую часть территории Хоккайдо занимают смешанные и широколиственные леса (5,54 млн га, или 22 % всех японских лесов). Хвойные породы из хоккайдской ели и сахалинской пихты с густыми зарослями бамбука в подлеске составляют 41,7 % от всего лесного фонда, в то же время лиственные породы (дуб, тополь, ясень, каштан, бук) — 58,3 %. В горных областях произрастают кедровые и берёзовые леса, располагаются пустоши с кустарниками. Хвойные леса распространены в северной части острова; их верхняя граница в спектре высотных поясов доходит до высоты 500 метров, в то время как на юге и в центральной части острова леса состоят из широколиственных пород деревьев. В животном мире можно встретить бурого медведя, пятнистого оленя, рыбного филина, японского журавля, обыкновенную лисицу, дикого кабана, серау и других. На острове находится шесть национальных парков: Дайсэцудзан, Сикопу-Тоя, Акан, Сиретоко, Рисири-Ребун-Саробэцу, Кусиро-Сицугэн.

## Исторические сведения

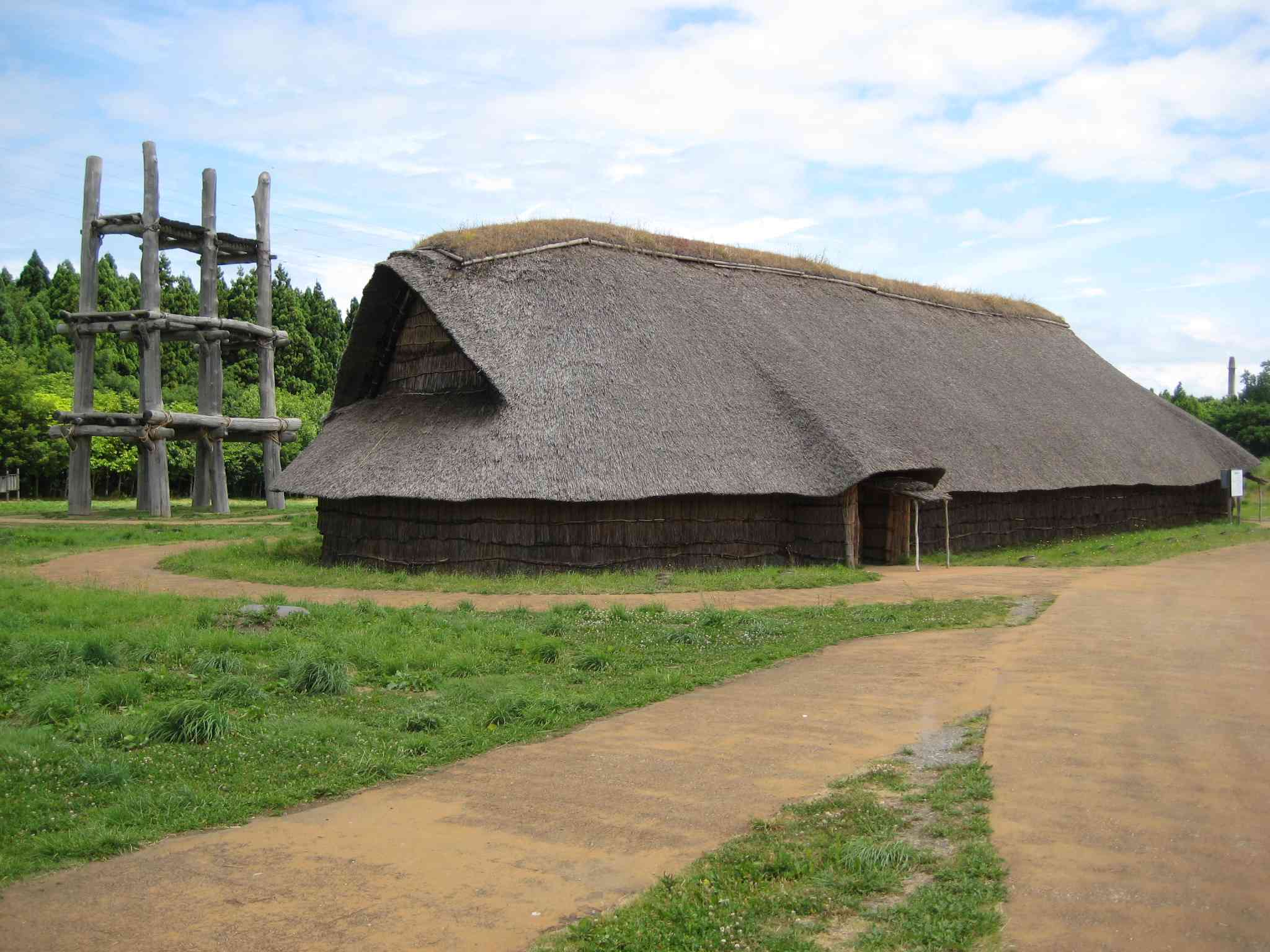
Реконструкция жилья дзёмонцев на стоянке Саннай-Маруяма

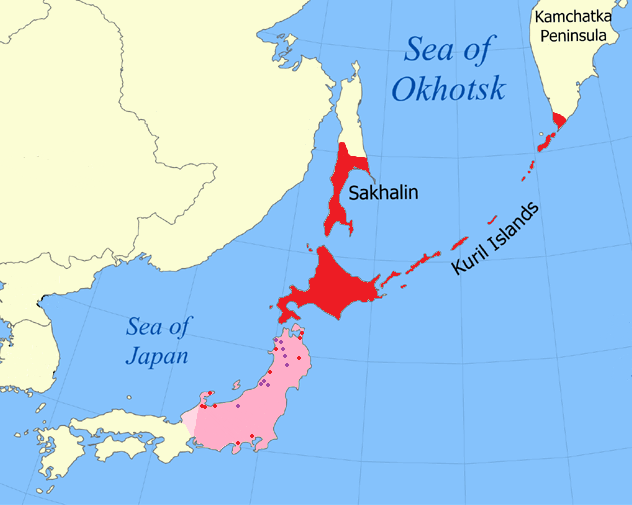
Расселение айнов в конце XIX века: остров Хоккайдо к этому времени ещё был полностью заселён исключительно представителями этого народа

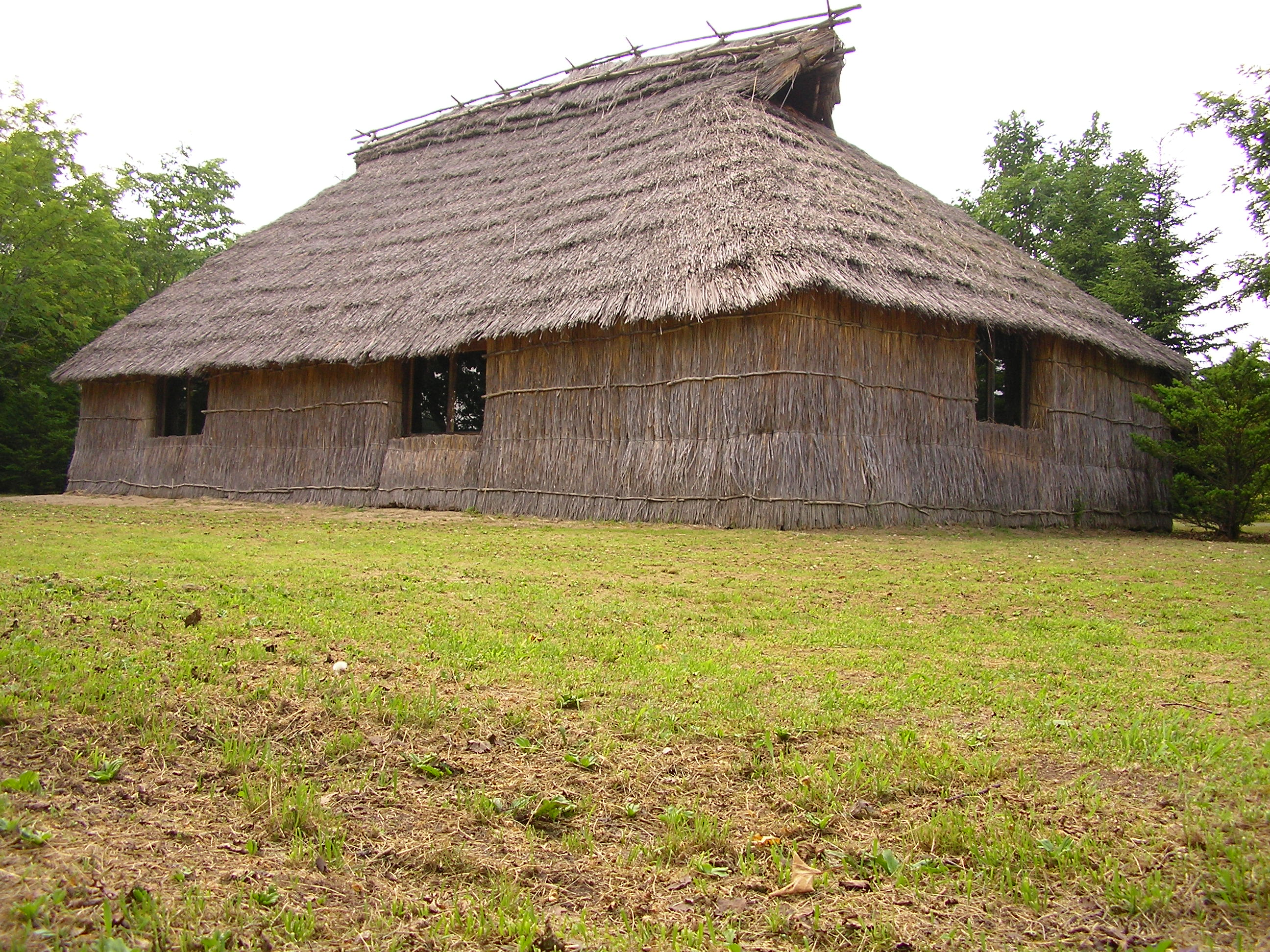
Реконструкция айнского жилья в поселении Нибутани

Старейшие артефакты, найденные на территории Хоккайдо, принадлежат к эпохе позднего палеолита. Это каменные отщепы, изготовленные первобытным человеком 25−20 тысяч лет назад. Они были найдены на горной стоянке Сюкюбай-Санкакуяма (яп. 祝梅三角山遺跡) города Титосэ и стоянке Симаки (яп. 嶋木遺跡) посёлка Камисихоро. 15−12 тысяч лет назад, в эпоху мезолита, на Хоккайдо распространилась техника изготовления каменных лезвий, с которой связывают появление культуры микролитических орудий. В это же время жители острова научились использовать лук и стрелы.
Появление керамики на Хоккайдо датируется 8 тысячелетием до н. э. Она представлена айнской культурой Дзёмон. На острове эта культура нашла своё выражение в двух стилях оформления посуды — юго-западном и северо-восточном. Первый возник под влиянием стиля региона Тохоку соседнего острова Хонсю, а второй оформился самостоятельно. Посуда юго-западной части Хоккайдо была плоскодонной, а северо-восточной — остродонной. Около 6 тысячелетия до н. э. остродонная посуда уступила место плоскодонной, а старые стили эволюционировали в новые — цилиндрический (яп. 円筒式土器) на юго-западе и северно-цилиндрический (яп. 北筒式土器) на северо-востоке. В 3−2 тысячелетии до н. э. жители Хоккайдо переняли из соседнего Хонсю пышный стиль Камэгаока (яп. 亀ヶ岡式土器), который вытеснил региональные стили.
На рубеже нашей эры на Хонсю и южнее распространилась земледельческая культура Яёй. Хоккайдо остался вне влияния этой культуры. Его жители продолжали жить охотой и собирательством, были полуоседлыми и держались традиций предыдущей эпохи Дзёмон. Их культура получила название пост-дзёмонской. В течение III−IV веков под влиянием южных островов жители Хоккайдо стали использовать металлические орудия и изготавливать украшения из драгоценных камней.
Начиная с VII века северо-восточные районы Хоккайдо (побережье Охотского моря) находились под влиянием Охотской культуры. Её носители использовали каменные, железные и костяные орудия труда. Большое поселение и могильник этих северных охотников были найдены на стоянке Моёро (яп. 最寄遺跡) на территории города Абасири. Наиболее поздние памятники охотской культуры датируются IX веком.
В VIII веке на основе пост-дзёмонской культуры возникла новая культура Сацумон. Её носителями были прото-айны. Так же как и дзёмонцы, прото-айны были в основном охотниками-собирателями, хотя и практиковали примитивное земледелие. Своё оружие и орудия они изготавливали из железа, реже — из камня или кости. Прото-айны торговали с соседними нивхами на севере и японцами на юге.
Считается, что первое письменное упоминание Хоккайдо было сделано в хронике Нихон сёки, законченной в 720 году. Согласно хронике, Абэ-но Хирафу, отправившийся на север во главе большого флота с 658 по 680 год, вошёл в контакт с племенами Мисихасэ и Эмиси. Остров Ватарисима (яп. 渡島), посещённый Хирафу, считается современным Хоккайдо. Араи Хакусэки, живший в период Эдо, считал, что Ватарисима — то же, что Эдзо (то есть Хоккайдо).
На протяжении периодов Нара и Хэйан (710—1185), жители Хоккайдо (айны) вели оживлённую торговлю с японской провинцией Дэва. В средневековье жителей Хоккайдо стали называть Эдзо, а сам остров — Эдзоти (яп. 蝦夷地, «земля Эдзо») или Эдзогасима (яп. 蝦夷ヶ島, «остров Эдзо»). Основным занятием народа Эдзо были охота и рыболовство, а рис и железо они получали путём торговли с Японией.
В период Муромати (1336−1573) на юге полуострова Осима появилось японское поселение. С ростом числа поселенцев начали возникать разногласия с местным населением, которые со времени переросли в военный конфликт. Предводитель японцев Такэда Нобухиро в 1457 году убил лидера айнов Кошамаина. Нобухиро стал основателем рода Мацумаэ, которому принадлежало исключительное право на торговлю с айнами на протяжении периодов Адзути-Момояма и Эдо (1568−1868). Род Мацумаэ управлял княжеством Мацумаэ (яп. 松前藩 мацумаэ хан) с момента основания в 1604 году вплоть до конца периода Эдо в 1868 году.

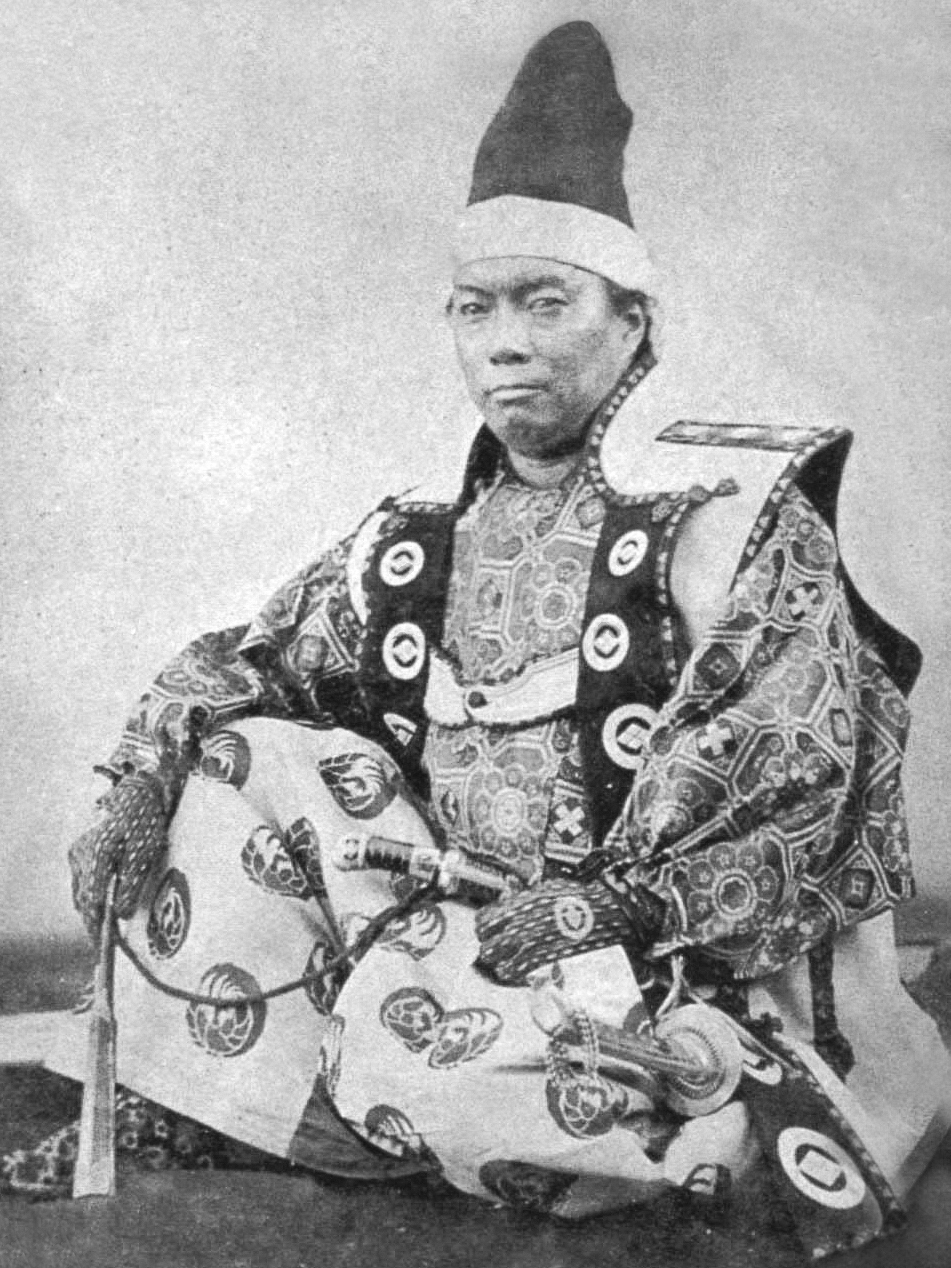
Мацумаэ Такахиро, правитель Мацумаэ в поздний период Эдо. 10 декабря 1829 — 9 июня 1866

Айны устраивали восстания против феодального правления. Последним крупным восстанием было Восстание Сягусяина в 1669−1672 годах. В 1789 году Менаси-Кунаширское восстание также было подавлено.
К концу XVIII века российские мореходцы уже хорошо изучили примыкающую к острову с северо-востока Курильскую гряду, и даже иногда причисляли «Матмай» к ней как 22-й остров. В 1779 году экспедиции Антипина-Шабалина удалось даже «объясачить» айнов в бухте Ноткомо на северо-востоке острова.
В 1799—1821 и 1855—1858 годах в ответ на угрозу со стороны России сёгунат вводил на острове прямое правление. Незадолго до реставрации Мэйдзи Сёгунат Токугава, обеспокоенный возможным вторжением России, начал подготовку северных границ к обороне и взял Эдзоти под свой полный контроль. В этот период политика по отношению к айнам немного смягчилась, но общий стиль управления остался прежним.
Остров был известен под названием Эдзоти вплоть до реставрации Мэйдзи. Сразу после окончания войны Босин в 1868 году, группа сторонников сёгуната под предводительством Эномото Такэаки временно заняла остров, провозгласив создание Республики Эдзо (яп. 蝦夷共和國 эдзо кё:вакоку), но восстание было подавлено в мае 1869. Эдзоти попал под управление правительства префектуры Хакодатэ префектуры Хакодатэ (яп. 箱館府 хакодатэ фу). В 1869 году была образована Комиссия по колонизации; остров стал назваться Хоккайдо и был поделён на следующие провинции: Осима, Сирибэси, Ибури, Исикари, Тэсио, Китами, Хидака, Токати, Кусиро, Нэмуро и Тисима.

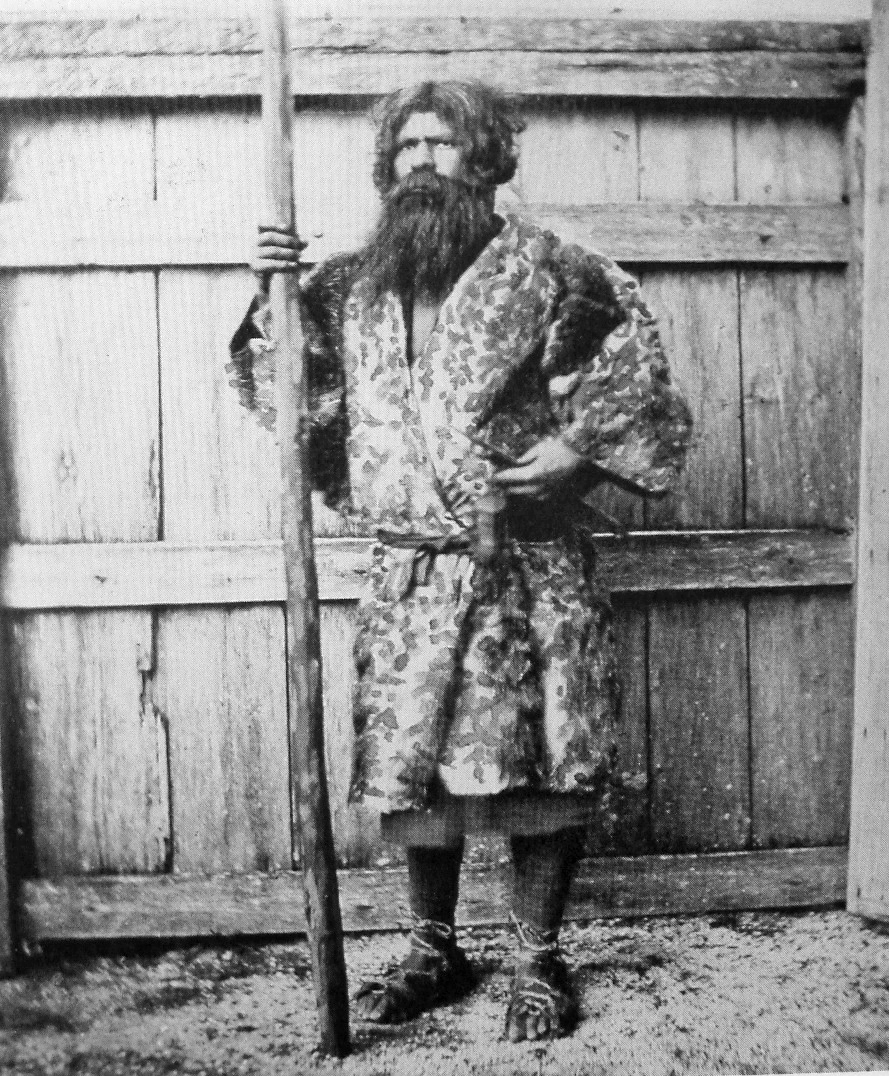
Айны, коренное население Хоккайдо

Основной целью комиссии было обезопасить регион Хоккайдо от возможного продвижения России на Дальнем Востоке. В её главе встал Курода Киётака. Его первым шагом на посту был визит в США, в процессе которого он нанял Хораса Капрона, министра сельского хозяйства при президенте Гранте. С 1871 по 1873 Капрон пытался внедрить западные методики ведения сельского хозяйство и рудного дела, но, не добившись больших успехов, был вынужден вернуться домой в 1875 году. В 1876 году другой американский специалист, Уильям Кларк, основал Сельскохозяйственный Колледж Саппоро (яп. 札幌農學校 саппоро но гакко) сейчас известный как Университет Хоккайдо. Хотя Кларк пробыл на Хоккайдо лишь один год, он оставил о себе положительное впечатление и внёс вклад в развитие местного сельского хозяйства, а также в распространение христианства. Известен в Японии своим призывом к студентам: «Ребята, будьте амбициозными!» (англ. Boys, be ambitious!), эти слова можно встретить как надписи на зданиях на Хоккайдо и по сей день. За это десятилетие население Хоккайдо выросло с 58 тыс. до 240 тыс. человек.
В 1882 году комиссия была упразднена и Хоккайдо разделили на три префектуры: префектура Хакодате (яп. 函館県 хакодатэ кэн), префектура Саппоро (яп. 札幌県 саппоро кэн) и префектура Нэмуро (яп. 根室県 нэмуро кэн). В 1886 году после упразднения префектур регион перешёл под юрисдикцию специально созданного Агентства Хоккайдо (яп. 北海道庁 хоккайдо: тё:). В 1947 году после вступления в силу нового закона о местной автономии Хоккайдо получил статус соответствующий статусу префектуры. При кабинете министров Японии в 1949 году было создано Агентство Развития Хоккайдо (яп. 北海道開発庁 хоккайдо: кайхацу тё:) премьер-министра Японии для прямого управления территорией. Агентство было поглощено Министерством земли, инфраструктуры, транспорта и туризма в 2001 году. Отдел Хокайдо (яп. 北海道局 хоккайдо: кёку) и Отдел регионального развития Хоккайдо (яп. 北海道開発局 хоккайдо: кайхацу кёку) при министерстве по-прежнему играют большую роль в развитии инфраструктурных проектов на острове.

### Первые контакты с Россией
На крайнем юго-западе полуострова Осима в 1604 году утвердилось феодальное княжество Мацумаэ, вассальное от сёгунов Токугава, во владение которому и был отдан весь остров. Он назывался в то время Эдзо, а его коренное население составляли айны, покорение которых японцами растянулось более чем на два столетия. В 1712—1713 годах по расспросам айнов и рассказам японцев, занесённых бурей на Камчатку в 1710 году, своё описание острова составил казак Иван Петрович Козыревский. Весной 1779 года русские моряки и промысловики, возглавляемые Антипиным и Шабалиным, на семи байдарах направились к берегам Хоккайдо. 24 июня того же года они вошли в гавань Ноткомо на северо-востоке острова, где собрали с проживавших там айнов ясак и фактически приняли 1500 человек в российское подданство. Этот факт вызвал негодование японцев. Осенью 1792 года север Хоккайдо посетила российская экспедиция во главе с Адамом Лаксманом, хотя японцы и запретили русским торговать с хоккайдскими айнами.

## Демография

### Историческая колонизация
История японизации Хоккайдо началась задолго до высадки японцев на острове, где, по приблизительным оценкам, проживало до 50 000 аборигенов-айну. В X—XV веках японцам удалось покорить и в значительной степени ассимилировать айнов северной половины о. Хонсю от г. Сендай, долгое время бывшим древним центром айнского сопротивления до г. Цугару, который, будучи расположенным прямо напротив Хоккайдо, стал плацдармом для освоения последнего. По описи 1788 года в княжестве Мацумаэ проживало уже порядка 26,5 тыс. японцев, но их число в XIX веке росло не так уж быстро: сдерживающее влияние оказывал довольно холодный (для японцев) местный климат, к которому могли приспособиться лишь рыбаки, но никак не рисоводы. Но быстрое поступательное развитие экономики Японии с последней трети XIX века привело к бурному росту населения и постоянной нехватке сырья в виде древесины, морепродуктов, минералов. Аграрное перенаселение южных островов также давало о себе знать.
В дальнейшем число японских колонистов быстро росло, а айнов — уменьшалось в ходе конфликтов и ассимиляции. С 1871 по 1876, значительную помощь японцам в освоении острова оказали американцы, вместе с японцами опасавшиеся усиления России на Дальнем Востоке. Эта помощь дала определённые результаты: в 1870-е японское население выросло с 58 000 до 240 000. Это позволило Японии закрепить за собой Хоккайдо, но на освоение Сахалина у страны не хватало демографических ресурсов, и в 1875 году Япония полностью отказалась от претензий на Сахалин в обмен на уступку Российской империей Курильских островов.
После территориального размежевания с Россией 1875 года японские власти успели вывезти на Хоккайдо 108 семей (865 человек) — примерно треть всех айнов Сахалина. На Хоккайдо айны хотели поселиться в районе Соя, откуда в ясную погоду была видна их родина — остров Сахалин, — но их разместили в устье реки Цуйсикари недалеко от Отару. По мнению российского исследователя В. А. Тураева, в основе подобных перемещений на Хоккайдо коренного населения соседних, уступленных России, территорий был своего рода геополитический принцип — через японизацию вывезенного населения закрепить за японской нацией определённые исторические права на все территории, где некогда жили айны.
В 1882 году территория острова была поделена на три префектуры — Саппоро, Хакодате и Нэмуро (последняя включала также Курильские острова), а при министерстве сельского хозяйства было создано бюро (вариант перевода — агентство) по делам Хоккайдо. В японской историографии эта пора получила название «время трёх префектур и одного бюро» (1882—1886 годы). В 1886 году данное устройство общественной жизни на острове прекратило существование, уступив место новому учреждению — губернаторству Хоккайдо.
В 1886—1887 годах около половины вывезенных с Сахалина айнов умерло от эпидемии холеры и оспы. Оставшиеся стали возвращаться на родину нелегально. После завоевания Японией южного Сахалина переселились окончательно легальным путём, на после 1945 года вновь были репатриированы на Хоккайдо уже как полностью японизированное население.
Особенно массовый характер японская колонизация приняла в конце XIX—начале XX веков. К примеру, в 1897 году на остров прибыло 64 350 японских переселенца, в следующем 1898 зарегистрировано 63 630, в 1901 — 50 100 и т. д. В результате, в 1903 году, по данным текущей статистики, японское население Хоккайдо достигло 845 тыс. человек, а аборигенов-айнов было учтено лишь 18 тысяч. В 1905 году, после завоевания южного Сахалина и образования префектуры Карафуто, японские колонисты и уроженцы с Хоккайдо хлынули и на Сахалин, где к 1945 году сформировалась 350-тысячная японская диаспора преимущественно хоккайдского происхождения. К 1925 году население острова Хоккайдо достигло 2,5 млн человек, а к 1960 превысило 5 млн. К этому времени большая часть сахалинских японцев вернулась на Хоккайдо, поскольку южный Сахалин был отвоёван СССР и перешёл под его юрисдикцию. Несмотря на официальное уравнение в правах с остальными японцами в 1871 году, как коренное население, так и репатрианты айнского происхождения с Сахалина и Курил, а также их генетические потомки, продолжают оставаться в Японии неофициально поражаемой в правах категорией населения и в XXI веке.